# Jyske mesterskab 1949-50 (fodbold)
Det jyske mesterskab i fodbold 1949-50 var den 51. udgave af turneringen om det jyske mesterskab i fodbold for herrer organiseret af Jydsk Boldspil-Union. Turneringen blev vundet af AGF for 13. gang efter sejr på 1-0 i finalen mod AaB.
Slutspillet om det jyske mesterskab bestod af det bedste jyske hold fra hver af de tre divisioner i Danmarksturneringen, AGF, AaB og Vejen SF, samt vinderen af JBUs Mesterrække, Herning Fremad.
Det blev den sidste turnering om det jyske mesterskab. Flere klubber var utilfredse med, at flere jyske klubber fra 1. division og 2. division ikke kunne deltage. Det lykkedes ikke for de jyske klubber at blive enige om et nyt turneringsformat.

## JBUs Mesterskabsrække
JBUs Mesterrække bestod af 20 hold inddelt i to kredse. Kredsvinderne gik videre til finalen i Mesterrækken.

### Nord
Fordi Herning Fremad vandt JBUs Mesterrække og siden kvalificerede sig til 3. division, blev Nørresundbys nedrykning annulleret.
| Pos | Hold             | K  | V  | U | T  | M+ | M- | MR    | P  | Kvalifikation eller nedrykning |
| --- | ---------------- | -- | -- | - | -- | -- | -- | ----- | -- | ------------------------------ |
| 1   | Herning Fremad   | 18 | 12 | 4 | 2  | 36 | 20 | 1,800 | 28 | Kvalifikation til finale       |
| 2   | AaB II (O)       | 18 | 11 | 3 | 4  | 48 | 29 | 1,655 | 25 |                                |
| 3   | Viborg FF        | 18 | 10 | 3 | 5  | 58 | 38 | 1,526 | 23 |                                |
| 4   | Skive IK         | 18 | 7  | 3 | 8  | 34 | 30 | 1,133 | 17 |                                |
| 5   | Holstebro BK     | 18 | 4  | 8 | 6  | 37 | 43 | 0,860 | 16 |                                |
| 6   | Randers Freja II | 18 | 6  | 3 | 9  | 39 | 44 | 0,886 | 15 |                                |
| 7   | Frederikshavn fI | 18 | 7  | 1 | 10 | 41 | 48 | 0,854 | 15 |                                |
| 8   | Thisted IK       | 18 | 6  | 3 | 9  | 43 | 53 | 0,811 | 15 |                                |
| 9   | Aalborg Freja    | 18 | 5  | 3 | 10 | 39 | 56 | 0,696 | 13 |                                |
| 10  | Nørresundby      | 18 | 4  | 5 | 9  | 41 | 55 | 0,745 | 13 | Nedrykning                     |

### Syd
| Pos | Hold             | K  | V  | U | T  | M+ | M-  | MR    | P  | Kvalifikation eller nedrykning |
| --- | ---------------- | -- | -- | - | -- | -- | --- | ----- | -- | ------------------------------ |
| 1   | Brande IF (O)    | 18 | 11 | 3 | 4  | 40 | 27  | 1,481 | 25 | Kvalifikation til finale       |
| 2   | AIA              | 18 | 10 | 4 | 4  | 46 | 32  | 1,438 | 24 |                                |
| 3   | AGF II           | 18 | 9  | 4 | 5  | 41 | 32  | 1,281 | 22 |                                |
| 4   | Viby IF          | 18 | 9  | 3 | 6  | 45 | 32  | 1,406 | 21 |                                |
| 5   | Esbjerg fB II    | 18 | 7  | 4 | 7  | 49 | 32  | 1,531 | 18 |                                |
| 6   | Fredericia       | 18 | 7  | 3 | 8  | 29 | 231 | 0,126 | 17 |                                |
| 7   | Aabenraa BK      | 18 | 7  | 3 | 8  | 31 | 37  | 0,838 | 17 |                                |
| 8   | Kolding IF       | 18 | 5  | 3 | 10 | 33 | 33  | 1,000 | 13 |                                |
| 9   | Silkeborg IF     | 18 | 5  | 3 | 10 | 34 | 50  | 0,680 | 13 |                                |
| 10  | Haderslev FK (O) | 18 | 5  | 0 | 13 | 28 | 59  | 0,475 | 10 | Nedrykning                     |

### JBU Mesterrækken finale
| 29. maj 1950 |

| Herning Fremad           | 3 - 1   | Brande IF           |
| ------------------------ | ------- | ------------------- |
| Knud Poulsen · Niels Rud | (0 - 1) | Peter Fritsen 30' · |

| Herning Stadion, Herning Tilskuere: 7.000 |

## Slutspil

### Kvalifikation
| Hold til slutspil | Kvalificeret som                       | Øvrige deltagere               |
| ----------------- | -------------------------------------- | ------------------------------ |
| Herning Fremad    | Vinder af JBU Mesterrækken             |                                |
| AGF               | Bedst placerede JBU-hold i 1. division | Esbjerg fB                     |
| AaB               | Bedst placerede JBU-hold i 2. division | Randers Freja og Aalborg Chang |
| Vejen SF          | Bedst placerede JBU-hold i 3. division | Vejle BK og Horsens fS         |

### Semifinaler
Kampen mellem AGF og Vejen blev afbrudt p.g.a. et voldsomt regnskyld, der oversvømmede banen. En ny kamp blev spillet en uge senere.
| 30. juli 1950 |

| Herning Fremad | 1 - 2   | AaB               |
| -------------- | ------- | ----------------- |
| Niels Rud 38'  | (1 - 1) | Ove Rønn 2' 60' · |

| Herning Stadion, Herning Tilskuere: 2.700 |

| 30. juli 1950 18.45 |

| AGF | 0 - 0                                     | Vejen SF |
| --- | ----------------------------------------- | -------- |
|     | Afbrudt efter 40 min. p.g.a. kraftig regn |          |

| Aarhus Stadion, Aarhus Dommer: Ernst Hansen |

| 6. august 1950 |

| AGF                                                                                                 | 7 - 1   | Vejen SF               |
| --------------------------------------------------------------------------------------------------- | ------- | ---------------------- |
| Frede Kjeldsen 1-0' 2-1' 4-1' · Aage Rou Jensen 3-1' 6-1' · Finn Frandsen 5-1'Erik Kuld Jensen 7-1' | (5 - 1) | Preben Andersen 1-1' · |

| Aarhus Stadion, Aarhus Tilskuere: 2.900 |

### Finale
| 8. august 1950 18:30 |

| AGF                  | 1 - 0   | AaB |
| -------------------- | ------- | --- |
| Erik Kuld Jensen 28' | (1 - 0) |     |

| Randers Stadion, Randers Tilskuere: 3.000 |